# Les Estables
Les Estables là một xã thuộc tỉnh Haute-Loire nam trung bộ nước Pháp. Xã Les Estables nằm ở khu vực có độ cao trung bình 1346 mét trên mực nước biển.